# 高橋佳生
高橋 佳生（たかはし よしお、1956年5月8日 - ）は、日本の歌手・ローカルタレント。血液型はO型。身長164cm。趣味や特技は釣り、ゴルフ、愛を語ること。所属事務所はさとう音楽事務所。東京都練馬区出身、現在は宮城県仙台市在住。

## 来歴
19歳の時、プロを目指し鈴木康志とデュオグループ「エリカ」を結成。音楽活動を開始。1985年にはグループ名を「SCREEN」と改めデビュー。1987年にグループを解散し、ソロ活動を開始。仙台市を活動拠点に音楽のみでなく、テレビ番組やラジオなどで活躍している。

## 出演番組
- OH!バンデス（ミヤギテレビ）毎週金曜日「佳生のいつかきた道ぶ〜らぶら」[1]
- 「高橋佳生のハートでGood」
  - エフエムいずみ 79.7 毎週月曜日 12:00-13:00
  - エフエム岩沼 77.9 毎週月曜日 14:00-15:00
  - なとらじ 80.1 毎週火曜日 18:00-19:00
  - BAYWAVE 78.1 毎週火曜日 19:00-20:00